# Käringtjärnen (Bjursås socken, Dalarna)
Käringtjärnen är en sjö i Falu kommun i Dalarna och ingår i Dalälvens huvudavrinningsområde. Sjön har en area på 0,0516 kvadratkilometer och ligger 172,5 meter över havet.

## Delavrinningsområde
Käringtjärnen ingår i det delavrinningsområde (673335-148042) som SMHI kallar för Utloppet av Nässmälingen. Medelhöjden är 182 meter över havet och ytan är 3,29 kvadratkilometer. Det finns ett avrinningsområde uppströms, och räknas det in blir den ackumulerade arean 7,82 kvadratkilometer. Bollnäsbäcken som avvattnar avrinningsområdet har biflödesordning 4, vilket innebär att vattnet flödar genom totalt 4 vattendrag innan det når havet efter 240 kilometer. Avrinningsområdet består mestadels av skog (62 procent). Avrinningsområdet har 0,91 kvadratkilometer vattenytor vilket ger det en sjöprocent på 27,6 procent. Bebyggelsen i området täcker en yta av 0,13 kvadratkilometer eller 4 procent av avrinningsområdet.